# الزرقا
الزرقا، هي مدينة بمحافظة دمياط في جمهورية مصر العربية، تقع مدينة الزرقا في جنوب محافظة دمياط، وهي مدينة منذ عام 1975م، ومركز منذ عام 1978م، وبلغ عدد سكانها 24,798 نسمة حسب تقديرات عام 2017، منهم 12,581 ذكور و12,217 إناث. وهي عاصمة مركز الزرقا. تبلغ مساحة مدينة الزرقا حوالي 6 كم2.

## التاريخ
صُنِّفَت المدينة سنة 1976 كأحد المدن التي تنتمي إلى فئات التجارة والزراعة.

## الرياضة
المدينة هي مقر لنادى الزرقا الرياضي، وهو أحد أندية دوري الدرجة الثانية المصري.

## الإعلام

### الصحف
أصدر أحمد موسى الزرقاوي صحيفة السيارة الفلكية بالزرقا سنة 1910، وقد كانت نصف شهرية، فلكية علمية دينية أدبية.

## أعلام المدينة
- رفعت المحجوب رئيس مجلس الشعب المصري الأسبق.
- فرج فودة.
- محمد مأمون الشناوي شيخ الأزهر الأسبق.
- محمد السعدي فرهود رئيس جامعة الأزهر السابق.
- عبد الهادي قنديل وزير البترول الأسبق.
- إبراهيم عبد الهادي رئيس الوزراء الأسبق.
- عبد الجواد ياسين كاتب ومفكر.
- كابتن محمود فاروق بطل العالم لكمال الاجسام